# Француска Полинезија
Француска Полинезија (фр. Polynésie française, Etablissements Français d’Oceanie, тах. Porinetia Farani) је француска прекоморска територија. Састоји се из већег броја мањих острва, атола и архипелага у јужном Тихом океану између 15° јужне географске ширине и 140° западне географске дужине. Најпознатији атол је Муруроа, а најпознатије и најнасељеније острво је Тахити.

## Историја
Тахити је од 1842. француски протекторат, а од 1880. француска колонија. Преостала острва постала су француске колоније до 1881.
У септембру 1995. Француска је извела атомску пробу у атолу Муруроа и тиме изазвала протесте широм света. Атомске пробе су обустављене јануара 1996.

## Географија
Француска Полинезија се састоји из 128 острва и атола, који су подељени у 5 административних јединица:
- Архипелаг Туамоту (Archipel des Tuamotu) (78 атола)
- Аустралска Острва (Archipel des Australes) (7 острва)
- Друштвена Острва (Archipel de la Société) (14 острва)
- Острва Гамбје (14 острва)
- Острва Маркиз (Archipel des Marquises) (15 острва)

Острва се простиру на простору океана од 4.000.000 ², а површина копна је тек нешто изнад 4.000 ².

## Становништво
Становништво Француске Полинезије чине: 83% Полинежани, 12% Европљани, и 5% Азијати (већином Кинези). По статистици из 2002, 69% становништва је живело на острву Тахити.
43,1% становника је млађе од 20 година.

### Пописи
| 30,600                  | 31,900 | 31,600  | 35,900  | 40,400  | 44,000  | 51,200  | 58,200  | 63,300  |
| 1956                    | 1962   | 1971    | 1977    | 1983    | 1988    | 1996    | 2002    | 2007    |
| 76,323                  | 84,551 | 119,168 | 137,382 | 166,753 | 188,814 | 219,521 | 245,516 | 259,596 |
| Званични подаци пописа. |        |         |         |         |         |         |         |         |

## Политика
У политичком животу територије у последњих десетак година на власти су се смењивали поборник независности Оскар Темару и близак сарадник владе у Паризу Гастон Флосе. Од фебруара 2008. председник локалне скупштине је Гастон Флосе. 
Фебруара 2004. статус Француске Полинезије је промењен. Председник локалне скупштине и влада су добили више надлежности. Француска држава је одговорна за спољну политику, судство, унутрашњу безбедност и монетарну политику. 
Француска Полинезија није део ЕУ, али су становници француски држављани, стога имају право да гласају за Европски парламент. Закони ЕУ се не примењују у Француској Полинезији. Званична валута је франак француских пацифичких колонија.

## Економија
Привреда територије се заснива на пољопривреди, рибарству, туризму, експлоатацији дрвета, кобалта и донацијама из француске метрополе. Најважније пољопривредне културе су кокосови ораси, ванила, воће и поврће. 
Значајан извозни производ су црни тахићански бисери. 

## Телевизијске станице
У Француској Полинезији постоје 3 ТВ станице: RFO Tempo Polynésie, RFO Télé Polynésie des Senders и TNTV (Tahiti Nui TV).

## Занимљивости
Пол Гоген је годинама живео и сликао на острвима Француске Полинезије. Сахрањен је у насељу Атуона на острву Хива Оа у саставу Острва Маркиз.